# کیم یو جونگ
این یک نام کره‌ای است؛ نام خانوادگی کیم است.
کیم یو جونگ (کره‌ای: 김여정؛ زادهٔ ۲۶ سپتامبر ۱۹۸۷) یک سیاستمدار اهل کره شمالی است. او از سال ۲۰۱۴ معاون اول مدیر و در عمل رهبر دایره تبلیغات و تحریکات در حزب کارگران کره (WPK) بوده‌است. او همچنین از سال ۲۰۱۷ تا ۲۰۱۹ به عنوان عضو علی‌البدل پولیتبورو حزب کارگران کره خدمت کرده بود. این دایره سازمانی قدرتمند است که وظیفه تضمین وفاداری ایدئولوژیک در داخل نظام کره شمالی را به عهده دارد. او در آوریل ۲۰۲۰ به‌طور رسمی به این سمت منصوب شد.
او کوچکترین دختر رهبر پیشین کره شمالی، کیم جونگ ایل و خواهر کوچکتر رهبر کنونی، کیم جونگ اوناست و جانشین بالقوه وی محسوب می‌شود.

## زندگی شخصی
بنا به یک گزارش، او در ژانویه سال ۲۰۱۵ با چو سونگ دومین پسر چو ریونگ هی، مقام بلندپایه دولتی، ازدواج کرد. تصور می‌شود که چو سونگ دانش‌آموخته دانشگاه کیم ایل-سونگ است و در اتاق ۳۹ حزب کارگران کره یا در یک واحد نظامی که مسئولیت محافظت از رهبر کشور را بر عهده دارد کار می‌کند. طبق گزارش‌ها، کیم یو جونگ در ماه مه سال ۲۰۱۵ فرزندی به دنیا آورده‌است.